# Обстріли Івано-Франківська
Обстріли Івано-Франківська розпочалися вже в перший день вторгнення Росії в Україну з серії ракетних ударів з боку Росії та Білорусі.

## Перебіг подій(2022)

### Лютий
24 лютого російські війська завдали ракетного удару по військовому аеродрому в Івано-Франківську, внаслідок чого загорівся склад з паливно-мастильними матеріалами. За даними, наданими військовослужбовцями, загинула 1 людина. Одночасно російські війська завдали ракетний удар по військовому аеродрому в селі Корнич Коломийського району, де за попередніми даними поранені 3 військовослужбовців та 2 цивільні працівниці аеродрому.

### Березень
11 березня російські війська завдали ракетного удару по цивільному аеропорту Івано-Франківська, причому під час обстрілу не спрацювала сирена повітряної тривоги. Унаслідок обстрілу значно постраждала інфраструктура аеропорту. За попередніми даними, людських жертв під час цього обстрілу не було. Міський голова Івано-Франківська Руслан Марцінків рекомендував мешканцям міста, які живуть неподалік аеропорту, переселитися на час війни у безпечніше місце, оскільки існує імовірність повторних обстрілів міста.
13 березня російські війська втретє обстріляли Івано-Франківськ, під удар знову потрапив аеропорт міста, в результаті чого його інфраструктура була майже повністю зруйнована. Удар був нанесений о 6:30 ранку, відразу після закінчення загальнонаціональної повітряної тривоги. За повідомленням органів влади міста й області, й цього разу обійшлось без людських жертв.
За повідомленням депутата Львівської міської ради Андріана Гутника, опублікованим 18 квітня 2022 року, ракетний удар по Львову, який відбувся 18 березня 2022 року, початково планувався по Івано-Франківську, й лише в останній момент ракети повернули на Львів.

### Квітень
3 квітня в Івано-Франківську о 22:13 після сигналу повітряної тривоги багато мешканців міста чули звуки вибухів. Проте міський голова Руслан Марцінків у ранковому зверненні до жителів міста повідомив, що вибухів у місті не було, і що Війська ППО України добре працюють. Голова обласної адміністрації Світлана Онищук також повідомила, що не підтвердилась інформація про вибухи на військовому аеродромі в Коломийському районі.

### Травень
5 травня міський голова Івано-Франківська Руслан Марцінків заявив, що він отримав інформацію про можливий ракетний обстріл міста у період з 7 до 9 травня, тому міський голова закликав мешканців міста виїхати за його межі на ці три дні. щоправда, ця інформація згодом не підтвердилась, і у ці дні ракетного обстрілу міста не відбулось.

### Жовтень
19 жовтня російські війська завдали ракетного удару по Бурштинській ТЕС. Влучило 4 ракети. Ніхто не постраждав.

## 2023

### Січень
14 січня російські війська обстріляли об'єкт енергетичної інфраструктури у Бурштині.

### Лютий
10 лютого російські військові під час повітряної тривоги, яка тривала понад три години, обстріляли енергетичний об'єкт на Івано-Франківщині. Окрім цього, під час повітряної тривоги успішно спрацювали сили протиповітряної оборони на території області.

### Березень
9 березня росіяни знову обстріляли об'єкт енергетичної інфраструктури на Івано-Франківщині.

### Травень
25 травня військові РФ атакували Івано-Франківщину ударними дронами "шахедами". В області працювали сили ППО. Внаслідок атаки пошкоджень та руйнувань не виявили.

### Серпень
11 серпня російська ракета "Кинджал" влучила на територію приватного будинку в селі Ценява Коломийського району. Внаслідок удару загинув 8-річний хлопчик.
15 серпня у Снятинській громаді уламки від збитої російської ракети пробили стіну житлового будинку. Окрім стіни, уламки повибивали вікна, дах і повністю зруйнували комору.

### Листопад
3 листопада у Калуському районі армія РФ атакувала військовий об'єкт "шахедами". Уламки збитого безпілотника впали на гуртожиток. У приміщенні виникла пожежа. Її загасили рятувальники.

### Грудень
4 грудня внаслідок атаки РФ ударними безпілотниками на Івано-Франківщині спрацювала система протиповітряної оборони. Українська протиповітряна оборона знищила російські дрони. Обійшлося без жертв та значних руйнувань.
29 грудня військові РФ завдали ударів ракетами та безпілотниками по території України. На Івано-Франківщині спрацювала система протиповітряної оборони. Повітряні цілі збили. Внаслідок російської атаки значних руйнувань, загиблих та травмованих у регіоні серед населення немає.

## 2024

### Лютий
15 лютого 2024 року внаслідок російської ракетної атаки сили протиповітряної оборони збили ракету. Через падіння уламків сталася пожежа даху господарської будівлі в Івано-Франківському районі.

### Березень
29 березня вранці було атаковано енергетичну інфраструктуру в Івано-Франківській області. В наслідок були пошкодження енергетичної інфраструктури.
22 березня війська РФ атакували "шахедами" та ракетами об'єкт критичної інфраструктури на Франківщині. Виникла пожежа площею приблизно 900 м². Внаслідок обстрілу травмувалися дві людини.

### Квітень
8 квітня 2024 року вночі війська РФ завдали ракетного удару по об’єкту критичної інфраструктури в Івано-Франківській області.
11 квітня 2024 року сили протиповітряної оборони знешкодили кілька повітряних цілей на Івано-Франківщині.
18 квітня 2024 року вранці військові РФ безпілотниками атакували Франківщину. Сили протиповітряної оборони знешкодили всі повітряні цілі.
26 квітня 2024 року вночі військові РФ атакували об'єкт інфраструктури на Івано-Франківщині. Рятувальники гасили пожежу на площі понад 200 метрів квадратних. Травмованих немає.

### Червень
1 червня 2024 року військові РФ атакували об'єкт енергетичної інфраструктури на Франківщині. Внаслідок влучання виникла пожежа на площі 400 метрів квадратних. пожежу гасив 101 рятувальник, було залучено 33 спецавтомобілі. Росія вдарила по Івано-Франківщині чотирма ракетами. Внаслідок вибуху пошкоджена цивільна інфраструктура та житлові будинки. Травмувався один чоловік.
22 червня 2024 року вранці армія РФ атакувала Івано-Франківськ. Внаслідок обстрілу в Івано-Франківську були пошкоджені багатоповерхівки, дитсадок "Барвінок", ліцей № 17, бібліотека, церковна споруда. Також — помешкання в одній із громад області. Окрім цього, частково був зруйнований корпус Івано-Франківського національного технічного університету нафти та газу. Внаслідок удару РФ по Івано-Франківську травмувалися троє людей.
27 червня 2024 року Івано-Франківщину атакували "шахеди". В області працювала система протиповітряної оборони. Внаслідок атаки ударними БпЛА загиблих та поранених не було.

### Серпень
21 серпня 2024 року російська армія шахедами атакувала Івано-Франківщину.
26 серпня 2024 року військові РФ атакували Івано-Франківщину — влучили в об'єкт інфраструктури. Через обстріл травмувалися три людини. Рятувальники загасили три пожежі, що виникли через падіння уламків ракет.

### Вересень
13 вересня Івано-Франківщину атакували "шахеди". Сталася пожежа на одному з промислових підприємств Івано-Франківщини.
20 вересня російські військові атакували Івано-Франківщину. В області працювали сили протиповітряної оборони.
26 вересня 2024 року військові РФ безпілотниками атакували Івано-Франківськ. Працювали сили протиповітряної оборони. Травмованих не було.

### Жовтень
3 жовтня Івано-Франківщина зазнала атаки БпЛА. В області працювали сили протиповітряної оборони.

### Листопад
8 листопада Івано-Франківщину атакували російські БпЛА.
17 листопада 2024 року: Російські війська атакували об'єкт критичної інфраструктури на Прикарпатті, що призвело до пожежі та пошкодження приватних будинків. Попередньо, обійшлося без постраждалих. 

### Грудень
13 грудня військові РФ ракетами атакували Івано-Франківщину. В області було чутно серію вибухів, працювали сили протиповітряної оборони. Росіяни обстріляли об’єкти критичної інфраструктури. Є влучання. Це — наймасованіша атака армії РФ по регіону від початку повномасштабної війни.